# Горный колибри
Горный колибри, или Бархатная ореада (лат. Lafresnaya lafresnayi) — южноамериканский вид колибриобразных птиц из подсемейства Trochilinae внутри семейства колибри (Trochilidae), выделяемый в монотипный род Lafresnaya. Эти птицы населяют тропические и субтропические горные влажные леса и кустарниковые местности; встречаются на высоте от 1900 до 3600 метров над уровнем моря. Длина тела птиц ~9,7 см, вес — ~5,3 грамма.

## Подвиды
Международный союз орнитологов выделяет семь подвидов:
- Lafresnaya lafresnayi liriope Bangs, 1910 — горы Санта-Марта (северо-восток Колумбии)[1];
- Lafresnaya lafresnayi longirostris Schuchmann, Weller & Wulfmeyer, 2003;
- Lafresnaya lafresnayi greenewalti Phelps & Phelps, Jr., 1961 — запад Венесуэлы (северо-восток Тачиры, Мерида, юг Трухильо)[1];
- Lafresnaya lafresnayi lafresnayi (Boissonneau, 1840) — крайний запад Венесуэлы (Парамо-де-Тама, на юге Тачиры), а также восточные и центральные Анды Колумбии[1];
- Lafresnaya lafresnayi saul (DeLattre & Bourcier, 1846) — Анды юго-запада Колумбии, Эквадора и севера Перу[1];
- Lafresnaya lafresnayi orestes Zimmer, JT, 1951;
- Lafresnaya lafresnayi rectirostris Berlepsch & Stolzmann, 1902 — север и центральная часть Перу[1].